# Tell Me 'bout It
Tell Me 'bout It is de eerste single van Joss Stones derde album Introducing Joss Stone. Het nummer was het eerst te horen op 22 januari 2007 en kwam beschikbaar als download op 6 februari.

## Hitlijsten
Het werd in Nederland het eerste grote succes voor Stone sinds 2004 (You Had Me, nr. 4). In de Nederlandse Top 40 debuteerde het nummer al op dertien, om vervolgens door te gaan naar de achtste plaats. In de Mega Top 50 ging het nog beter: na al een tijdje hoog in de top 10 te hebben gestaan, ging Tell Me 'bout It in week 13 naar de eerste positie. Het is hiermee haar eerste nummer 1-hit. Na een week moest ze die positie echter alweer afstaan aan Jan Smit met het nummer Op weg naar geluk.
In de top 40 werd dat resultaat niet behaald, in haar vierde week zakte Joss Stone alweer uit de top 10, naar de twaalfde plaats.
| Tell Me 'bout It in de Nederlandse Top 40 - binnen: 17 maart 2007 | Tell Me 'bout It in de Nederlandse Top 40 - binnen: 17 maart 2007 | Tell Me 'bout It in de Nederlandse Top 40 - binnen: 17 maart 2007 | Tell Me 'bout It in de Nederlandse Top 40 - binnen: 17 maart 2007 | Tell Me 'bout It in de Nederlandse Top 40 - binnen: 17 maart 2007 | Tell Me 'bout It in de Nederlandse Top 40 - binnen: 17 maart 2007 | Tell Me 'bout It in de Nederlandse Top 40 - binnen: 17 maart 2007 | Tell Me 'bout It in de Nederlandse Top 40 - binnen: 17 maart 2007 | Tell Me 'bout It in de Nederlandse Top 40 - binnen: 17 maart 2007 | Tell Me 'bout It in de Nederlandse Top 40 - binnen: 17 maart 2007 | Tell Me 'bout It in de Nederlandse Top 40 - binnen: 17 maart 2007 | Tell Me 'bout It in de Nederlandse Top 40 - binnen: 17 maart 2007 | Tell Me 'bout It in de Nederlandse Top 40 - binnen: 17 maart 2007 |
| Week                                                              | 1                                                                 | 2                                                                 | 3                                                                 | 4                                                                 | 5                                                                 | 6                                                                 | 7                                                                 | 8                                                                 | 9                                                                 | 10                                                                | 11                                                                | 12                                                                |
| ----------------------------------------------------------------- | ----------------------------------------------------------------- | ----------------------------------------------------------------- | ----------------------------------------------------------------- | ----------------------------------------------------------------- | ----------------------------------------------------------------- | ----------------------------------------------------------------- | ----------------------------------------------------------------- | ----------------------------------------------------------------- | ----------------------------------------------------------------- | ----------------------------------------------------------------- | ----------------------------------------------------------------- | ----------------------------------------------------------------- |
| Nummer                                                            | 13                                                                | 8                                                                 | 8                                                                 | 12                                                                | 15                                                                | 19                                                                | 24                                                                | 27                                                                | 27                                                                | 31                                                                | 38                                                                | uit                                                               |

## Clip
De clip voor "Tell Me 'bout It" werd geregisseerd door Bryan Barber en gefilmd op locatie bij 5 Pointz, een gebouw dat werd gebruikt als een soort graffitidoek. 5 Pointz ligt ergens in Queens, New York. In december 2006 vroeg een vertegenwoordiger van Stone aan de beheerder van het gebouw, de graffitikunstenaar Jonathan "Meres" Cohen, of de clip daar mocht worden opgenomen. Eerst wist Cohen niet wie Stone was, maar later, nadat hij met Stone had gesproken, gaf hij toestemming. Cohen zou later ook Stone's body paint en fotoshoot voor Introducng Joss Stone leiden.
De clip is bekend om zijn hiphop-gerelateerde elementen, zoals graffiti en breakdancers. De producer van het album, Raphael Saadiq, en Jonathan Cohen komen kort in de clip voor, Saadiq in het begin, terwijl hij de bas speelt en Cohen terwijl hij een portret maakt van Stone's gezicht. Dit portret doet overigens denken aan de hoes van het album Mind, Body & Soul uit 2004.

## Lijst van nummers
1. "Tell Me 'bout It"
2. "My God"